# Óscar Panno

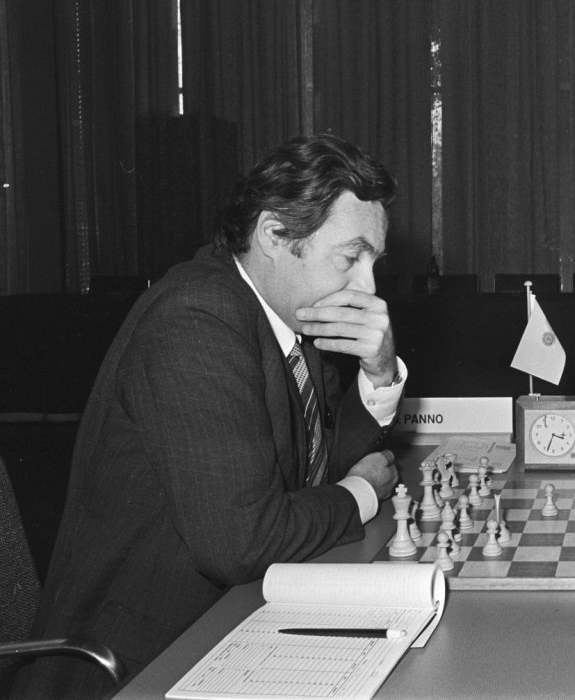
Óscar Panno, 1977

Óscar Panno (Buenos Aires, 17 maart 1935) is een Argentijns schaker; sinds 1955 is hij een grootmeester (GM). Hij was de eerste Zuid-Amerikaan aan wie een titel werd toegekend door de FIDE en is de bedenker van het Panno-systeem in de schaakopening Koningsindisch.

## Schaakcarrière
Panno werd in 1935 geboren. In 1953 werd hij Wereldkampioen bij de junioren, voor Borislav Ivkov, Bent Larsen en Fridrik Olafsson. In datzelfde jaar werd hij ook kampioen van Argentinië. Hij werd in 1955 op twintigjarige leeftijd internationaal FIDE grootmeester. 
Vijf keer nam hij deel aan een interzonetoernooi. Zijn grootste succes daarbij was in Göteborg in 1955, toen hij met 9 pt. uit 20 als derde eindigde in een veld van 21 spelers, boven onder andere Efim Geller, Tigran Petrosjan en Boris Spasski. (In hun onderlinge partij won hij van Spasski.) David Bronstein werd met 15 punten eerste en Paul Keres eindigde met 13.5 punt op de tweede plaats. Door dit resultaat mocht Panno deelnemen aan het Kandidatentoernooi in Amsterdam in 1956, waar hij eindigde op een gedeeld 8e-9e plaats. 
Twee keer op rij won hij het sterk bezette Palma de Mallorca internationale invitatie-toernooi: in 1971 gedeeld met Ljubomir Ljubojević, en in 1972 gedeeld met Viktor Kortsjnoj en Jan Smejkal.  
Ook tijdens het interzonetoernooi van 1976 in Manilla, versloeg hij Boris Spasski in hun onderlinge partij. 
In 1977 werd Panno gedeeld eerste op het prestigieuze Lone Pine International toernooi.  
Op de toernooien van Mar del Plata behaalde Panno diverse successen. De internationale toernooien won hij in 1954 en in 1969 (gedeeld met Miguel Najdorf), en de open toernooien in 1986, 1988 en 1994. 
Elf keer maakte Panno deel uit van het Argentijnse team bij een Schaakolympiade: 1954–58, 1962, 1966–70, 1976, 1986–88, 1992. In 1954 won het team de zilveren medaille, in 1958 en 1962 werd de bronzen medaille gewonnen. 
In 2008 werd hij derde op het Bobby Fischer Memorial toernooi, dat werd gehouden in Villa Martelli (Argentinië). 
| 8 | rd |    | bd | qd |    | rd | kd |    |
| 7 | pd | pd |    |    | pd | pd | bd | pd |
| 6 |    |    | nd | pd |    | nd | pd |    |
| 5 |    |    | pd | pl |    |    |    |    |
| 4 |    |    | pl |    |    |    |    |    |
| 3 |    |    | nl |    |    | nl | pl |    |
| 2 | pl | pl |    |    | pl | pl | bl | pl |
| 1 | rl |    | bl | ql |    | rl | kl |    |
|   | a  | b  | c  | d  | e  | f  | g  | h  |

## Openingsvarianten
Naar Panno zijn diverse varianten in de Konings-Indische verdediging genoemd:
- 1.d2–d4 Pg8–f6 2.c2–c4 g7–g6 3.Pb1–c3 Lf8–g7 4.Pg1–f3 d7–d6 5.g2–g3 0–0 6.Lf1–g2 c7–c5 7.0-0 Pb8–c6 8.d4–d5 (de Panno-Variant in het fianchetto-systeem), ECO-code E66,[2] (diagram)
- 1.d2–d4 Pg8–f6 2.c2–c4 g7–g6 3.Pb1–c3 Lf8–g7 4.e2–e4 d7–d6 5.f2–f3 0–0 6.Lc1–e3 Pb8–c6 7.Pg1–e2 a7–a6 8.Dd1–d2 Ta8–b8 (de Panno-Variant in het Sämische systeem), ECO-code E84[3]

## Openingen
Oscar Panno speelt graag een Indische partij (in het Koningsindisch bestaan er zelfs diverse 'Panno-systemen', zie onder 'Openingsvarianten'), terwijl ook de schaakopening Siciliaans, de schaakopening Engels en de schaakopening Slavisch op zijn repertoire staan.